# Hong Kong daiyasokai: Tatchi & Magi
Hong Kong daiyasokai: Tatchi & Magi (香港大夜総会 タッチ&マギー?), conosciuto anche con il titolo internazionale in lingua inglese Hong Kong Night Club, è un film del 1997 diretto da Takayoshi Watanabe.

## Trama
Takegami è un giornalista omosessuale che, insieme al fotografo Shibata, vuole realizzare un articolo sui luoghi più malfamati di Hong Kong. I due riescono nell'obiettivo, fotografando alcuni mafiosi nel corso di uno scambio di droga, tuttavia vengono rapidamente scoperti e sono costretti a fuggire. Per non dare nell'occhio, Shibata è costretto a travestirsi da donna e a rifugiarsi con il collega in un locale notturno, dove incontrano la cantante Cora. Quest'ultima si innamora di Takegami, che però si sente attratto da Shibata; il ragazzo vorrebbe invece dichiararsi alla cantante, ma non può a causa del suo travestimento, portando a una serie di numerosi fraintendimenti.

## Distribuzione
In Giappone, la pellicola è stata distribuita dalla Toho, a partire dal 31 maggio 1997.